# Éducation chez les autochtones du Québec
 (septembre 2016).
Améliorez-le ou discutez des points à vérifier. 
 (mai 2013).
 (mai 2013).
Si vous disposez d'ouvrages ou d'articles de référence ou si vous connaissez des sites web de qualité traitant du thème abordé ici, merci de compléter l'article en donnant les références utiles à sa vérifiabilité et en les liant à la section « Notes et références ».
 (mai 2013).
- Si vous ne connaissez pas le sujet, laissez ce bandeau (vous pouvez alors contacter les auteurs).
- Si vous supprimez le contenu mis en cause (vous pouvez préalablement contacter les auteurs),

argumentez précisément cette suppression dans la page de discussion
(un manque de référence n'est pas un argument ; une recherche réelle de référence doit avoir été effectuée, être formellement documentée).
L'éducation chez les autochtones du Québec est dépendante de leur degré de participation aux activités traditionnelles, et est influencée par la sédentarisation actuelle au sein de réserves ou en lien avec la sédentarisation occidentale. Au XXe siècle, les pensionnats pour autochtones ont également eu un rôle important sur l'éducation de ces communautés autochtones.

## L'éducation des autochtones du Québec

### Les bases de l’éducation des jeunes Amérindiens
Originellement, même si la culture, la langue et le mode de vie sont semblables d'une famille amérindienne à une autre, il existe de petites différences dans l’éducation des enfants Amérindiens. La revueau Québec () explique qu'il est possible de distinguer deux types d'éducation prodigués aux enfants Amérindiens, selon leur degré de participation aux activités traditionnelles :  
- Une éducation basée sur de nombreuses activités traditionnelles (notamment chasse, pêche et cueillette) pratiquées en famille, permet à l'enfant de s'orienter vers des valeurs communautaires et de conservation des ressources naturelles de sa communauté[1].
- Une éducation basée sur un nombre d'activités traditionnelles limité rend les enfants souvent plus réticents à pérenniser les traditions ancestrales[1].

L’éducation traditionnelle des autochtones est plutôt une activité sociale et communautaire, une éducation qui prodigue des enseignements tout au long de la vie d'une part pour aider les enfants en répondant à leurs principaux besoins et d'autre part pour accompagner et soutenir les aînés considérés comme détenteurs des savoirs ancestraux. L’apprentissage doit se faire par le corps, l’âme et l’esprit. Il s’appuie essentiellement sur l’observation, la réflexion mais aussi sur le droit à l'erreur. Une grande importance est accordée à la pensée symbolique et au jeu associé à l’humour, afin de consolider les apprentissages.
Les valeurs que les aînés des peuples algonquins du Québec souhaitent transmettre aux enfants sont nombreuses : l’ouverture, la curiosité, la flexibilité, la patience, l’écoute, le respect, le partage, le courage et la détermination. L'héritage le plus sacré à transmettre est l’unité ainsi que l’harmonie avec la nature et le territoire. Il est d’autant plus important de préserver les langues maternelles et traditionnelles, de continuer à les enseigner pour les transmettre. Les enfants apprennent en reproduisant un modèle (le père pour les garçons, la mère pour les filles). Cependant, dans les familles possédant un taux de participation aux activités traditionnelles peu élevé, les rôles se transmettent aussi bien de mère à fille que de père à fille et vice versa.      

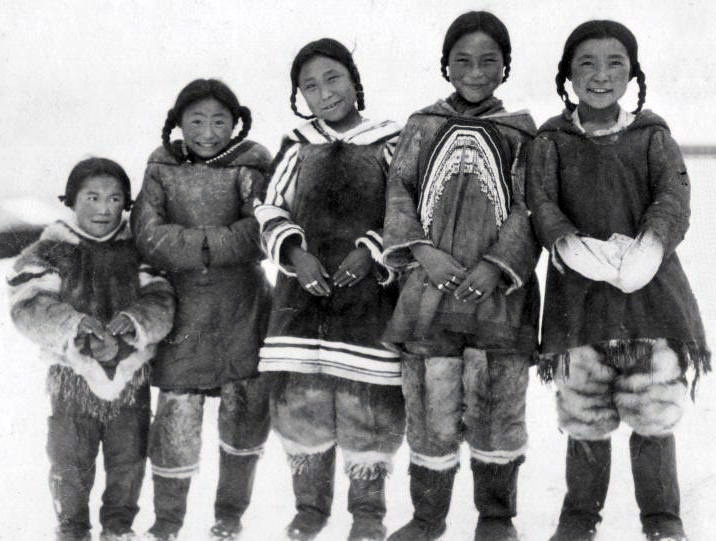
Enfants Inuits 1925

### Conséquences de la sédentarisation des Amérindiens sur l'éducation des jeunes
Les Amérindiens du Québec se sédentarisent soit dans des réserves pour rester au sein d'une même communauté, soit en dehors pour rechercher le contact avec la civilisation. 
- Le choix de se sédentariser en gardant un lien avec la civilisation a des conséquences multiples sur l'abandon éventuel voire graduel du mode de vie initial des Amérindiens, sur la pérennité de leurs coutumes mais aussi sur l'absence d'avantages financiers  - même s'ils sont maigres - réservés à ceux qui se sont sédentarisés dans les réserves.
- Le choix de se sédentariser dans des réserves est réalisé par de nombreuses familles dès la création des réserves indiennes (par exemple dès 1850 avec des familles d'Abitibi). Toutefois, les avantages relatifs aux ressources sont très restreints : une offre d'emploi limitée, peu de produits, des terrains peu étendus, une aide sociale limitée et une éducation des jeunes pour le moins problématique. En effet, ceux dont l’apparence, la culture ou le métissage est très visible sont souvent mis à l’écart et rejetés des autres enfants. Les insultes sont basées sur des stéréotypes tels que : « les Indiens sont alcooliques ! » alors que d'autres proviennent de ce que les enfants entendent dans leurs propres familles[2]. Il existe une frontière entre le monde des Indiens et celui des Blancs[2]. Pour ces raisons, une grande partie des Amérindiens choisissent de vivre hors des réserves malgré les éventuelles difficultés financières.

Souvent, la sédentarisation (qu'elle soit en réserve ou en dehors) éloigne les aînés de leurs descendances. Les traditions se transmettant essentiellement de manière orale, cette distance crée un manque de communication intergénérationnel, entraînant une méconnaissance des autochtones de leur propre culture.

### Les pensionnats pour autochtones
Dans les années 1950,  le Ministère Fédéral des Affaires indiennes instaure des pensionnats pour autochtones au Québec.
Dominique Rankin, un Algonquin originaire de l’Abitibi qui a vécu dès l’âge de 6 ans dans le pensionnat de Saint-Marc de Figury, apporte son témoignage publié sous forme autobiographique. Il rapporte qu'en Abitibi et dans 3 autres régions du Québec, plusieurs jeunes enfants étaient obligés de quitter leurs familles pendant quelques mois voire plusieurs années afin d'intégrer les pensionnats. Il explique que le gouvernement souhaitait tuer l’indien qui sommeille en chaque enfant pour transformer des « petits sauvages » en « bons petits Blancs ». Il raconte qu’il a dû quitter sa famille, ne pouvait pas parler sa langue maternelle, devait s'adapter à un nouveau mode de vie, était la victime de dénigrements quant à ses origines et était fortement incité à se convertir à la religion indiquée par le pensionnat. Il indique également avoir été la cible de violence physique voire d'abus sexuels : « J’ai été éduqué pour devenir un homme agressif et méchant. J’ai été violenté, on m’a menti et jugé. »  Par ailleurs il reconnaît reproduire - malgré lui encore aujourd'hui - cette éducation qui lui a été inculquée . 
Ce court témoignage illustre la dureté des pensionnats et le fait qu'ils ont marqué au fer rouge les vies de plusieurs autochtones. La Commission Hawthornee mise en place par le gouvernement mettra fin aux pensionnats dès 1970.

### Médiagraphie
Anne-Marie Baraby, Pierre Saint-Aubin Carrière, Martine Dumont, Jean-François Houde, Martyne Michaud, Nicole O’Bomsain, Michèle Proulx, Joe Stacey. Nations autochtones du Québec, Québec, 171p.
Jeannine Laurent, Jacques Saint-Pierre. Sur les traces des amérindiens(1863-1960), Sainte-Foy(Québec), 207p.
Nations Anishnabe de Lac-Simon. Premières nations, origines francophones des premières nations du Canada, Montréal, 25p.
Recherche des amérindiens au Québec, Jeunes autochtones Espace et expressions d’Affirmation, Canada, AGMV-Marquis impression, 127p.